# Bernd Storck
Bernd Storck (Herne, 25 gennaio 1963) è un allenatore di calcio ed ex calciatore tedesco, di ruolo difensore, tecnico del Cercle Bruges.

## Carriera

### Giocatore
Difensore, ha giocato con il Bochum e con il Borussia Dortmund, vincendo la Coppa di Germania nel 1989.

### Allenatore

#### Inizi e Almatı
Ha iniziato la sua carriera da allenatore nel 1996, lavorando come collaboratore tecnico nell'Hertha Berlino, nel Wolfsburg, nel Partizan e nel Borussia Dortmund.
Il 9 luglio 2008 subentra all'esonerato Marco Bragonje alla guida della squadra kazaka dell'Almatı, che si trova al quindicesimo posto in campionato con l'obiettivo di portare la squadra fuori dalla zona retrocessione. Si piazza ottavo con 37 punti e perde la finale della Coppa del Kazakistan per 3 a 1 contro l'Aqtöbe. Il 15 dicembre, con lo scioglimento del club per debiti, lascia il ruolo.

#### Kazakistan
Il 15 settembre viene assunto come allenatore interim del Kazakistan in sostituzione dell'esonerato Arno Pijpers. Debutta con una sconfitta per 5 a 1 contro l’Inghilterra di Fabio Capello al Wembley Stadium per le qualificazioni al Mondiale del 2010. Il 30 gennaio 2009 la federazione kazaka lo conferma alla guida della panchina. Il 15 gennaio 2010 rinnova il contratto per un altro anno. Il 15 ottobre dopo quattro sconfitte nelle prime quattro partite per le qualificazioni all'Europeo del 2012 viene esonerato.
Nel febbraio 2011 viene nominato selezionatore per l'Under-19. Il 21 settembre seguente rassegna le dimissioni per problemi familiari.

#### Ungheria Under-20
Il 5 marzo 2015 viene nominato dalla federazione ungherese come nuovo direttore sportivo. Nel 2015 è l'allenatore della nazionale ungherese Under-20 al Mondiale di categoria. Qui la sua squadra passa il girone come quarta miglior terza nonostante due sconfitte (con Brasile e Nigeria) e appena una vittoria (con la Corea del Nord). Tuttavia, la Nazionale magiara viene eliminata agli ottavi di finale dalla Serbia futura campione per 2-1, con quest'ultima che è riuscita a pareggiare solo al novantunesimo e a vincere alla fine del secondo tempo supplementare con un'autorete di Attila Talabér.

#### Ungheria
Nel luglio dello stesso anno viene nominato allenatore anche della Nazionale maggiore dopo la decisione di Pál Dárdai, allora CT ad interim, di lasciare la selezione per diventare allenatore dell'Hertha Berlino (squadra in cui era stato allenato dallo stesso Storck circa quindici anni prima). Trova la squadra al terzo posto del proprio girone di qualificazione all'Europeo 2016 e riesce a mantenere questa posizione fino alla fine, andando a disputare così lo spareggio con la Norvegia.
L'andata, il 12 novembre 2015 ad Oslo, termina 1-0 per gli ospiti con gol di László Kleinheisler (alla sua prima presenza in Nazionale). Il ritorno si gioca invece a Budapest tre giorni dopo e i Magiari si impongono per 2-1 (gol di Tamás Priskin e Markus Henriksen, autore anche di un'autorete); Storck riesce così nell'impresa di far qualificare la Nazionale ungherese al campionato europeo per la prima volta dal 1972.
All'Europeo 2016 l'Ungheria è nel girone F con Portogallo, Austria e Islanda; la sua squadra, a sorpresa, vince il girone con 5 punti, ottenuti grazie ad una vittoria con l'Austria per 2-0 e a due pareggi, con l'Islanda per 1-1 e col Portogallo per 3-3. Agli ottavi di finale trova il Belgio, seconda classificata del girone E, venendo però sconfitta per 4-0 e conseguentemente eliminata.
Il 17 ottobre 2017 viene sollevato dall'incarico dopo aver mancato la qualificazione ai Mondiali del 2018.

## Statistiche

### Presenze e reti nei club
| Stagione                 | Squadra                  | Campionato               | Campionato | Campionato | Coppe nazionali | Coppe nazionali | Coppe nazionali | Coppe continentali | Coppe continentali | Coppe continentali | Totale | Totale |
| Stagione                 | Squadra                  | Comp                     | Pres       | Reti       | Comp            | Pres            | Reti            | Comp               | Pres               | Reti               | Pres   | Reti   |
| ------------------------ | ------------------------ | ------------------------ | ---------- | ---------- | --------------- | --------------- | --------------- | ------------------ | ------------------ | ------------------ | ------ | ------ |
| 1981-1982                | Bochum                   | BL                       | 3          | 0          | CG              | -               | -               | -                  | -                  | -                  | 3      | 0      |
| 1982-1983                | Bochum                   | BL                       | 21         | 1          | CG              | 5               | 1               | -                  | -                  | -                  | 26     | 2      |
| Totale Bochum            | Totale Bochum            | Totale Bochum            | 24         | 1          |                 | 5               | 1               |                    | -                  | -                  | 29     | 2      |
| 1983-1984                | Borussia Dortmund        | BL                       | 25         | 1          | CG              | 0               | 0               | -                  | -                  | -                  | 25     | 1      |
| 1984-1985                | Borussia Dortmund        | BL                       | 32         | 1          | CG              | 3               | 0               | -                  | -                  | -                  | 35     | 1      |
| 1985-1986                | Borussia Dortmund        | BL                       | 31         | 1          | CG              | 4               | 0               | -                  | -                  | -                  | 35     | 1      |
| 1986-1987                | Borussia Dortmund        | BL                       | 24         | 1          | CG              | 2               | 0               | -                  | -                  | -                  | 26     | 1      |
| 1987-1988                | Borussia Dortmund        | BL                       | 14         | 3          | CG              | 2               | 0               | CU                 | 2                  | 0                  | 18     | 3      |
| 1988-1989                | Borussia Dortmund        | BL                       | 21         | 0          | CG              | 5               | 2               | -                  | -                  | -                  | 26     | 2      |
| Totale Borussia Dortmund | Totale Borussia Dortmund | Totale Borussia Dortmund | 147        | 7          |                 | 16              | 2               |                    | 2                  | 0                  | 165    | 9      |
| Totale carriera          | Totale carriera          | Totale carriera          | 171        | 8          |                 | 21              | 3               |                    | 2                  | 0                  | 194    | 11     |

### Carriera da allenatore
Statistiche aggiornate al 10 ottobre 2017.
| Anno      | Squadra    | Giocate | Vinte | Pareggiate | Perse | Gol fatti | Gol subiti | Vittorie % |
| --------- | ---------- | ------- | ----- | ---------- | ----- | --------- | ---------- | ---------- |
| 2008      | Almatı FK  | 8       | 3     | 2          | 3     | 13        | 15         | 37,50      |
| 2008-2010 | Kazakistan | 14      | 3     | 0          | 11    | 12        | 35         | 21,43      |
| 2015-2017 | Ungheria   | 25      | 8     | 7          | 10    | 30        | 37         | 32,00      |

## Palmarès

### Giocatore
- Coppa di Germania: 1

Borussia Dortmund: 1988-1989

### Allenatore
- Supercoppa di Romania: 1

Sepsi: 2023